# سوبانغ جايا
سوبانغ جايا (بالإنجليزية: Subang Jaya)‏ هي مستوطنة تقع في ماليزيا في سلاغور. يقدر عدد سكانها بـ 708,296 نسمة ومساحتها 70 كم2 .